# سیارک ۴۰۶۹
سیارک ۴۰۶۹ (به انگلیسی: 4069 Blakee، نامگذاری:1978VL7) چهار هزار و شصت و نهمین سیارک کشف شده‌است که در ۷ نوامبر ۱۹۷۸ کشف شد.
قدر مطلق سیارک برابر ۱۴٫۲۰ است.